# ترکیب آلی کادمیوم
ترکیب آلی کادمیم یک ترکیب در شیمی آلی فلزی است که دارای پیوند کربن-کادمیم است. شیمی آلی کادمیم ویژگی‌های فیزیکی، تولید و واکنش‌های این پیوندهای شیمیایی را توضیح می‌دهد. کادمیم همانند جیوه و روی در گروه ۱۲ جدول تناوبی است از این رو ویژگی‌های شیمیایی همانند این دو عنصر دارد.
دی‌متیل‌کادمیم دارای مولکول‌های خطی با پیوند C-Cd است که طول پیوند آن ۲۱۳ پیکومتر است همهٔ ترکیبات آلی کادمیم نسبت به هوا، نور و رطوبت حساس‌اند.

## تولید

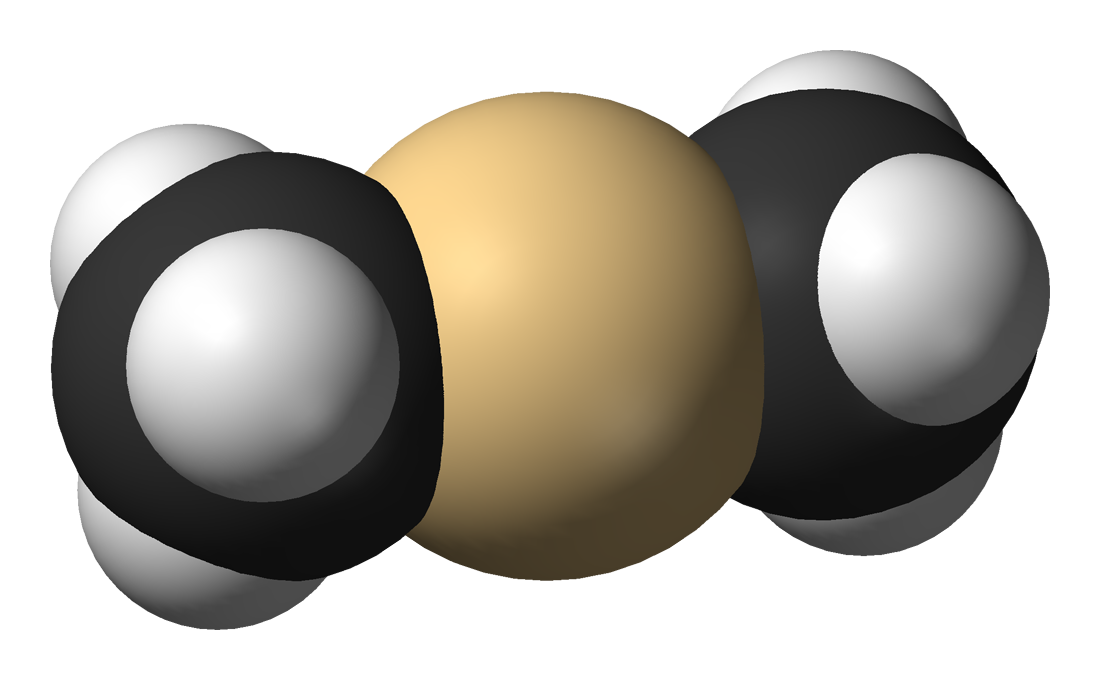
مدل فضاپرکن دی‌متیل‌کادمیم

نخستین ترکیب تولیدی آلی کادمیم، دی‌متیل‌کادمیم، CH3-Cd-CH3 و دی‌اتیل‌کادمیم  CH3CH2-Cd-CH2CH3 است که نخستین بار در سال ۱۹۱۷ از سوی اریک کروز تولید شدند. این سنتز با کمک یک واکنش تبادلی میان یک واکنشگر ناب آلی فلزی و یک نمک کادمیم ایجاد می‌شود.
یک فرایند در تولید دی‌اتیل‌کادمیم واکنش میان کادمیم برومید با دو واکنشگر گرینیارد معادل اتیل‌منیزیم‌برومید در دی‌اتیل‌اتر است. یک محصول جانبی واکنش برمید منیزیم است. دی‌اتیل‌کادمیم روغنی بی‌رنگ با نقطهٔ ذوب ۲۱- درجهٔ سلسیوس است.
دی‌فنیل‌کادمیم را می‌توان از واکنش میان فنیل‌لیتیم با کادمیم برمید بدست آورد. دی‌فنیل‌کادمیم جامد و نقطهٔ ذوب آن ۱۷۴ درجهٔ سانتیگراد است.

## واکنش‌ها
کاربرد ترکیب‌های آلی کادمیم محدود است. در گروه آلکیل‌ها هسته دوستی کمتری دیده می‌شود تا در ترکیبات آلی روی چون با پایین رفتن در گروه ۱۲ میزان الکترونگاتیوی کمتر می‌شود. یکی از نمونه‌های خوب کاربرد ترکیب‌های آلی کادمیم، استفاده از متیل کادمیم در یکی از گام‌های تولید کلسترول است:

## سم‌شناسی
ترکیب‌های کادمیم همه سمی دانسته می‌شوند. دی‌متیل‌کادمیم به کلیه، کبد، دستگاه عصبی و تنفسی آسیب‌رسان است. مرکز جهانی تحقیقات سرطان، همهٔ ترکیب‌های کادمیم را سرطان زا اعلام کرده‌است.